# Nonyma uluguruensis
Nonyma uluguruensis är en skalbaggsart som beskrevs av Stefan von Breuning 1975. Nonyma uluguruensis ingår i släktet Nonyma och familjen långhorningar. Inga underarter finns listade i Catalogue of Life.